# Спитак
Спитак (јерм. Սպիտակ) је град у Јерменији. По подацима из 2015. у граду је 13.000 живело становника.

## Партнерски градови
- Орша
- Лимен